# ۳۷۳ (قمری)
۳۷۳ (قمری)، سیصد و هفتاد و سومین سال در گاهشماری هجری قمری است. اول محرم این سال برابر با بیستم ژوئن سال ۹۸۳ میلادی است.